# Geflügeltes Wort

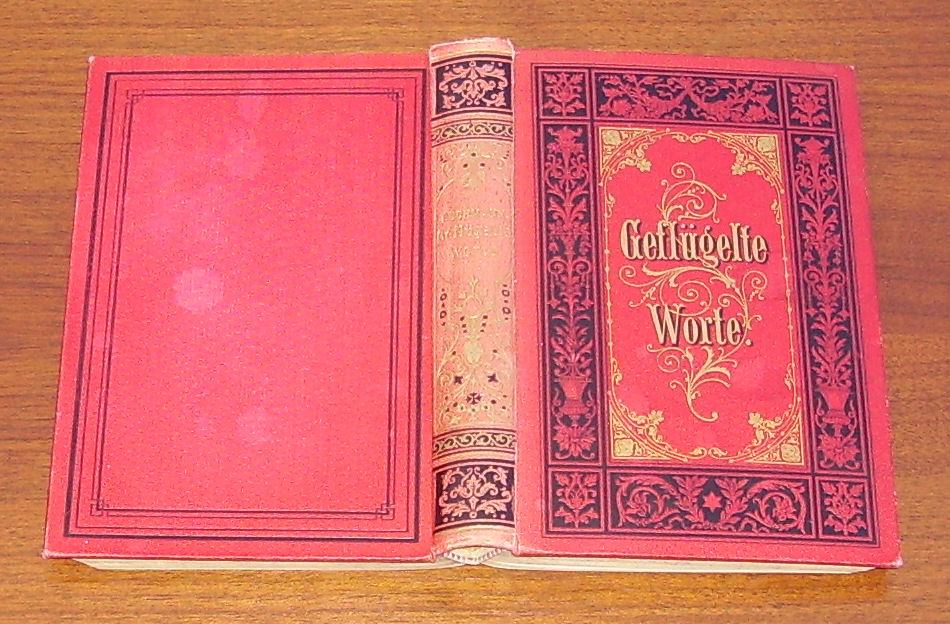
Georg Büchmanns Geflügelte Worte, 12. Auflage von 1880

Als geflügeltes Wort wird in der Linguistik ein auf eine konkrete Quelle zurückführbares Zitat bezeichnet, das als Redewendung Eingang in den allgemeinen Sprachgebrauch gefunden hat. Darunter sind oft knappe Formulierungen komplizierter Sachverhalte oder solche von Lebenserfahrungen, die treffend „auf den Punkt gebracht“ werden. Geflügelte Worte können u. a. die Form von Aperçus, Aphorismen, Bonmots, Gnomen, Maximen, Sentenzen, Sinnsprüchen und Sprichworten haben.

## Herkunft
Quelle sind im europäischen Kulturkreis häufig lateinische oder griechische Redewendungen sowie Bibelzitate, im Deutschen insbesondere auch in der Fassung der Übersetzung Luthers. Ein Beispiel ist Geflügelte Worte (griechisch: ἔπεα πτερόεντα – épea pteróenta) selbst. Es kommt in der Ilias 46-mal, in der Odyssee 58-mal vor und bezeichnet dort gesprochene Worte, die das Ohr des Hörers „auf Flügeln“ erreichen.
Einen besonders reichen Schatz an geflügelten Worten hat beispielsweise das Chinesische, das ursprünglich für jeden Begriff genau ein Zeichen verwendete (isolierende Sprache). Dort bilden Sprichwörter, treffliche Zitate und Anspielungen der gesamten klassischen Literatur wie auch eingebürgerte bildhafte oder lautmalende Figuren sukzessive einen lexikalischen mehrsilbigen Wortschatz (Lexeme), sodass modernes Chinesisch in der Sprachpraxis überwiegend mehrsilbig aufgebaut ist.

## Begriffsgeschichte
Der mittelhochdeutsche Dichter Heinrich von Meißen bezeichnet das Sprichwort als flügges Wort, als ein Wort, dem Flügel gewachsen seien.
Klopstock verwendete in seinem Epos Der Messias von 1742 die Formulierung:

„Geflügelte Worte sprach er zu ihnen, dann sandt’ er sie unter das weichende Volk aus.“

Auch Johann Heinrich Voß verwendet diese Worte in seinen berühmten Homer-Nachdichtungen. Sie sind die Lehnübersetzung von ἔπεα πτερόεντα „mit Flügeln versehene Wörter“. Erst seit dem Erscheinen von Georg Büchmanns Zitatensammlung Geflügelte Worte im Jahr 1864 wird der Ausdruck gebraucht im Sinn von

„literarisch belegbaren, in den allgemeinen Sprachschatz des Volkes übergegangenen, allgemein geläufigen Redensarten.“

Büchmanns Nachfolger Walter Robert-Tornow präzisierte den Begriff in der von ihm 1884 herausgegebenen 14. Auflage:

„Ein geflügeltes Wort ist ein in weiteren Kreisen des Vaterlandes dauernd angeführter Ausspruch, Ausdruck oder Name, gleich welcher Sprache, dessen historischer Urheber oder dessen literarischer Ursprung nachweisbar ist.“

Die Fundstelle eines Zitates, das die bekannteste Formulierung eines Sachverhalts gibt, das historisch zur stehenden Wendung geworden ist, nennt man den Locus classicus. Dieser Ausdruck ist beispielsweise auch für wissenschaftliche Aussagen oder juristische Schlüsse üblich.
Kurt Steinmann verwendet in seiner Ilias-Übersetzung von 2017 den Ausdruck „gefiederte Worte“. Das Bild des gefiederten Pfeils war wohl vom Autor beabsichtigt, was in der Übersetzung „geflügeltes Wort“ heute kaum noch erkennbar ist.